# Guus Hiddink
Guus Hiddink [ˈɣyːs̺ ˈhɪdɪŋk] (* 8. November 1946 in Wisch-Varsseveld, heute zu Oude IJsselstreek) ist ein ehemaliger niederländischer Fußballspieler und -trainer.

## Karriere als Spieler
Guus Hiddink begann seine Profikarriere als Abwehrspieler 1967 bei VBV De Graafschap Doetinchem, spielte unter anderem auch bei der PSV Eindhoven und in der North American Soccer League.

## Karriere als Trainer
Nach dem Ende seiner aktiven Laufbahn war Hiddink von 1982 bis 1984 bei De Graafschap als Co-Trainer tätig. Bei der PSV Eindhoven arbeitete er von Juli 1984 an als Co-Trainer, bevor er im März 1987 Trainer wurde. Mit der PSV Eindhoven gewann er jeweils drei Mal die niederländische Meisterschaft (1987, 1988, 1989) und den KNVB-Pokal (1988, 1989, 1990) und feierte im Jahr 1988 seinen größten Erfolg als Vereinstrainer, als er mit seinem Team den Europapokal der Landesmeister und damit das Triple aus Meisterschaft, Verbandspokal und Europapokal gewann. Nach der Saison 1989/1990 verließ er Eindhoven.
In der Saison 1990/1991 arbeitete Hiddink beim türkischen Verein Fenerbahçe Istanbul, konnte jedoch keinen Titel gewinnen. Im Sommer 1991 wechselte Hiddink in die spanische Primera División zum FC Valencia. Er führte den Verein zwei Mal auf Platz vier und damit in den UEFA-Pokal. Die Ergebnisse dort waren jedoch enttäuschend (z. B. ein 0:7 beim Karlsruher SC) und so wurde Hiddink im November 1993 entlassen.
1995 wurde Guus Hiddink Nationaltrainer der Niederlande. Die niederländischen Spieler galten damals zwar als große Talente, doch sie hatten ebenfalls den Ruf, sich durch interne Streitigkeiten den absoluten Durchbruch zu verbauen. Hiddink führte das Team zur EM 1996 in England, wo das Team im Viertelfinale gegen Frankreich nach Elfmeterschießen (4:5) ausschied. 1998 nahmen die Niederlande an der WM in Frankreich teil und überzeugten mit offensivem Spiel. Im Halbfinale kam erneut nach Elfmeterschießen, diesmal gegen Brasilien, das Aus (3:5). Das Team erreichte schlussendlich Platz vier (1:2 gegen Kroatien). Kurz danach trat Hiddink von seinem Posten zurück.
Im Juli 1998 übernahm Guus Hiddink das Traineramt bei Real Madrid. Doch er wurde nach schwachen Ergebnissen in der Liga bereits im Februar 1999 wieder entlassen. Im Dezember 1998 gewann er mit Real den Weltpokal. Am 1. Februar 2000 wurde Hiddink Trainer bei Betis Sevilla. Sein Engagement dort endete bereits im Mai 2000, nachdem er in 13 Spielen nur einen Sieg feiern konnte und das Team in akuter Abstiegsgefahr schwebte. Am Saisonende musste Sevilla tatsächlich aus der Primera División absteigen.
Zum 1. Januar 2001 wurde Guus Hiddink Nationaltrainer von Südkorea. Südkorea würde 2002 gemeinsam mit Japan die Fußball-Weltmeisterschaft ausrichten, und ein Weiterkommen wurde vom Gastgeber erwartet. Am Ende erreichte das Team den vierten Platz. Seitdem wird Hiddink in Südkorea verehrt und ist unter anderem seit 2003 Ehrenbürger von Busan. Die koreanische Fluglinie „Korean Air“ spendierte ihm für vier Jahre Flugtickets für die 1. Klasse in der Hoffnung, dass er bis zur WM 2006 Trainer bleiben würde, doch Hiddink sah seine Aufgabe in Südkorea als erfüllt an.
2002 wurde Hiddink von der FIFA zum Nationaltrainer des Jahres gewählt.
Nach der erfolgreichen WM kehrte Hiddink zur PSV Eindhoven zurück und machte den Klub wieder zum erfolgreichsten der Niederlande. Er gewann 2003, 2005 und 2006 die Meisterschaft, 2005 den Verbandspokal und zog ebenfalls 2005 ins Halbfinale der Champions League ein, wo man gegen den AC Mailand unglücklich ausschied.
An der Fußball-Weltmeisterschaft 2006 nahm er mit Australien teil. Beim Turnier in Deutschland führte er die Socceroos überraschend bis ins Achtelfinale, wo das Team gegen den späteren Weltmeister Italien ausschied.
Ab Sommer 2006 trainierte Hiddink die russische Nationalmannschaft. Der entsprechende Vertrag wurde am 13. April 2006 unterzeichnet. Am 10. Oktober 2007 wurde bekannt, dass sein Vertrag um weitere zwei Jahre bis 2010 verlängert wird. Am 21. November 2007 gelang Hiddink die Qualifikation für die Europameisterschaft 2008 in Österreich und der Schweiz. Somit hat er bereits zum fünften Mal als Nationaltrainer ein großes Turnier erreicht. Jedoch war es Hiddink auch dieses Mal nicht vergönnt, das Finale zu erreichen. Die Mannschaft schied gegen Spanien mit 0:3 im Halbfinale aus. Bei der Qualifikation für die Fußball-Weltmeisterschaft 2010 in Südafrika belegte Russland hinter der deutschen Mannschaft den zweiten Platz und zog später in den Playoff-Spielen gegen Slowenien den Kürzeren. Hiddink beendet daraufhin sein Engagement im Sommer 2010.
Am 11. Februar 2009 wurde er als Trainer beim FC Chelsea bis zum Ende der Saison 2008/09 verpflichtet. Das Traineramt der russischen Nationalmannschaft behielt er jedoch auch, sodass er nicht einen Vertrag für eine weitere Saison unterschrieb. Mit Hiddink gewann Chelsea 2009 den FA Cup. Am Ende der Saison wurde er von Carlo Ancelotti abgelöst.
Ab August 2010 wurde Hiddink neuer Nationaltrainer der Türkei mit dem Auftrag, die Qualifikation zur Fußball-Europameisterschaft 2012 zu erreichen. Es wurde ein Vertrag über zwei Jahre vereinbart, wobei Hiddink eine Option auf weitere zwei Jahre hatte. Hiddink war der erste ausländische Nationaltrainer nach Sepp Piontek. Doch schon im Oktober 2010 stand er unter Druck, nachdem die Türkei gegen Aserbaidschan verloren hatte. Anschließend setzte Hiddink vermehrt auf Talente.
Nachdem die Türkei in den Playoffs an Kroatien gescheitert war, wurde im November 2011 Hiddinks Vertrag in gegenseitigem Einverständnis aufgelöst. Sein Nachfolger wurde Abdullah Avcı.
Am 17. Februar 2012 akzeptierte Hiddink ein Angebot des russischen Erstligisten Anschi Machatschkala über einen 18-monatigen Vertrag. Im Juli 2013 gab er sein Amt fristgerecht auf. Ungeachtet seiner Ankündigung vom 28. November 2012, seine Karriere als Trainer zum Ende der Saison zu beenden, wurde er als Nachfolger des beim FC Barcelona zurückgetretenen Tito Vilanova gehandelt.
Nach der Fußball-Weltmeisterschaft 2014 übernahm Hiddink zum zweiten Mal als Bondscoach die niederländische Nationalmannschaft. Er unterschrieb im März 2014 einen Vertrag bis nach der Fußball-Europameisterschaft 2016. Am 29. Juni 2015 einigten sich der niederländische Verband und Hiddink auf ein Ende der Zusammenarbeit zum 1. Juli des Jahres.
Ende Dezember 2015 übernahm Hiddink den nach 17 Spieltagen auf dem 15. Tabellenplatz stehenden amtierenden englischen Meister FC Chelsea vom entlassenen José Mourinho. Er erhielt – wie bei seinem ersten Engagement 2009 – einen Vertrag bis zum Saisonende.
Auf Anfrage aus Nordkorea baut er dort nötige Strukturen für den Futsal auf.
Nach zwei kurzen Anstellungen bei der U21- und der U22-Mannschaft der Chinese Football Association ist er seit Anfang September 2020 Nationaltrainer von Curaçao. Aufgrund einer COVID-19-Erkrankung von Hiddink übergab er, für die im Juni 2021 stattgefundenen WM-Qualifikationsspiele, den Posten des Nationaltrainers zunächst übergangsweise an Patrick Kluivert. Im September 2021 erklärte er seine Trainerkarriere für beendet.

## Erfolge (als Trainer)
- Weltpokal: 1998
- Europapokal der Landesmeister: 1988
- Niederländischer Meister: 1987, 1988, 1989, 2003, 2005, 2006
- KNVB-Pokal: 1988, 1989, 1990, 2005
- FA Cup: 2009
- 2 EM-Teilnahmen: EM 1996, EM 2008
- 3 WM-Teilnahmen: WM 1998, WM 2002, WM 2006
- 4. Platz bei der WM 1998 mit Niederlande
- 4. Platz bei der WM 2002 mit Südkorea
- EM-Halbfinale 2008 mit Russland

## Auszeichnungen (als Trainer)
- FIFA Nationaltrainer des Jahres: 2002
- Ehrenbürger von Busan: 2003
- Niederländischer Trainer des Jahres: 2005, 2006

## Soziales Engagement
Neben seinen sportlichen Tätigkeiten ist Guus Hiddink auch sozial engagiert. Er ist Vorsitzender der Guus Hiddink Foundation, einer Organisation, die sich unter anderem für die Förderung südkoreanischer Kinder einsetzt. Der Guus Hiddink Foundation gehörten unter anderem auch Johan Cruyff und vormals auch der Präsident der Europäischen Zentralbank Wim Duisenberg an.